# Lenguas taracahítas
Las lenguas taracahítas constituyen una subdivisión de la división sonorense de las lenguas utoaztecas, hablada por diversos pueblos taracahítas en México.

## Clasificación interna
Las lenguas taracahítas se dividen a su vez en tres grupos principales:
- Tarahumara-guarijío (Tarajío)
  - Tarahumara o rarámuri.
  - Guarijío o warijío.
- Yaqui-Mayo (Cahíta)
  - Mayo
  - Yaqui
  - Otras posibles vairantes: ocoroni, sinaloa, tehueco, zuaqui.
- Dohema-Tehuima
  - Eudeve o dohema.
  - Ópata o tehuima.

Otros grupos étnicos limítrofes o cercanos con los anteriores como son los achires, acaxees, guasaves, tahues, totorames, xiximes y otros podrían haber hablado lenguas del grupo taracahíta, aunque no existen muchos datos sobre la variedad o variedades lingüísticas habladas por estos grupos.

## Comparación léxica
Los numerales comparados en diversas lenguas taracahítas son:
| GLOSA | Tarajío      | Tarajío  | Cahíta        | Cahíta     | Eudeve | PROTO- TARACAHÍTA |
| GLOSA | Tarahumara   | Guarijío | Yaqui         | Mayo       | Eudeve | PROTO- TARACAHÍTA |
| ----- | ------------ | -------- | ------------- | ---------- | ------ | ----------------- |
| '1'   | bilé~ biré   | piré     | wepulai/ senu | sēnu       | sé(i)  | *sen- *pɨlai      |
| '2'   | okwá         | woká     | woi           | wōyi       | wodɨm  | *wō-y(-ka)        |
| '3'   | bakiá~ bai-  | paiká    | bayi          | βahi       | beidɨm | *βahi(-ka)        |
| '4'   | nawosa~ naó- | naó      | naiki         | naiki      | náwoi  | *nawoy(-ka)       |
| '5'   | malí~ marí   | marikí   | mamni         | mamni      | márki  | *maniki           |
| '6'   | usáni        | puhsáni  | busani        | βusáni     | busáni | *βusani           |
| '7'   | kičáo        | ihkčáo   | wōbusani      | wōyiβusáni |        |                   |
| '8'   | osá naó      | wosánao  | woynaiki      | wosanaiki  |        | *wosanawoy(-ka)   |
| '9'   | kímakói      | kimakói  | batani        | batani     |        |                   |
| '10'  | makói        | makói    | woymamni      | wosamamni  | mákoʔi | makoʔi            |